# Miss Universo 2003
Miss Universo 2003 foi a 52° edição do concurso Miss Universo, realizada em 3 de junho de 2003 no Figali Convention Center, na Cidade do Panamá, Panamá.  A dominicana Amelia Vega foi coroada por sua antecessora, a Miss Universo 2002 Justine Pasek, do Panamá.
Esta foi a segunda vez que o Panamá sediou o concurso e a primeira vez que ele foi transmitido pela rede de televisão NBC. Esta também foi a primeira edição desde 1970 com 15 semifinalistas, o que se manteria daí em diante. 71 candidatas de todo mundo participaram do evento, sendo que, por pressão política da República Popular da China, a candidata de Taiwan foi obrigada a trocar o nome de sua faixa para Taipé Chinesa.

## Evento
Sediando o concurso pela segunda vez desde 1986, o Panamá também tinha a Miss Universo do ano, Justine Pasek, segunda colocada na edição anterior e que assumiu a coroa após a deposição da russa Oxana Fedorova. A fase pré concurso foi agitada pela possível não participação de um dos países mais tradicionais do concurso, a Venezuela, que agitada por problemas políticos, econômicos e uma tentativa de golpe de estado no ano anterior, não pretendia enviar uma representante e alegava que  não tinha condições de pagar a inscrição para a edição daquele ano. O caso levou a uma intervenção do governo panamenho e após muitas negociações a Miss Venezuela Mariangel Ruiz foi a última a chegar à Cidade do Panamá e por muito pouco não perdeu as primeiras etapas da competição,o que causaria a sua eliminação.
Outra chegada de última hora foi da Miss Noruega Hanne-Karine Sørby, cujo agente de viagens em Oslo, confundiu Panama City,na  Flórida, com a Cidade do Panamá ; fechando esta série de pequenos tropeços, a Miss Islândia Manuela Ósk Hardardóttir abandonou o evento durante as preliminares por problemas de desidratação.
Com a chegada das candidatas, a imprensa e os fãs logo escolheram suas favoritas: a Miss Brasil Gislaine Ferreira e a eventual vencedora Miss República Dominicana Amelia Vega; as duas se tornaram as mais fotografadas e entrevistadas durante os primeiros dias na Cidade do Panamá. Outras favoritas eram Miss África do Sul Cindy Nell, Miss Sérvia e Montenegro (cujo país estava participando pela primeira vez com o novo nome) Sanja Papic, Miss Peru Claudia Ortiz, Miss Grécia Marietta Chrousala, Miss Espanha Eva Gonzales e Miss Itália Silvia Ceccon.
À medida que os dias se passavam com as atividades que antecediam a final, rumores de que Amelia Vega seria a coroada começaram a tomar conta do concurso. Sempre que conversava com jornalistas baseados nos EUA, ela encerrava a conversa dizendo: "Vejo vocês em Nova York!" (onde fica a sede da organização e onde as Misses Universo moram durante seu reinado). Com apenas 18 anos e ainda estudante do ensino secundário, Amélia demonstrava uma autoconfiança tão grande,segundo os jornalistas especializados, o que causava desconforto entre as outras concorrentes – que a consideravam arrogante   – sem contar o stress entre os chefes de delegações. Os rumores se tornaram mais intensos quando ela ganhou um inesperado prêmio de Melhor Traje Típico.
Devido a constante expansão no número de participantes e a mudança de emissora responsável (essa foi a primeira edição transmitida pela NBC).Esta foi a primeira edição desde 1970 em que o concurso teve 15 semifinalistas, ao invés do Top 10 tradicional por décadas. Outra mudança foi que as notas das semifinalistas passaram a não ser mais mostradas na televisão, tradição que vinha desde 1978. O primeiro Top 15 do Miss Universo em 33 anos foi: Brasil, República Dominicana, Venezuela, África do Sul, EUA, Peru, Panamá, Sérvia e Montenegro, Grécia, Japão, Angola,  Trinidad & Tobago, Canadá, Namíbia e República Tcheca.
No desfile em vestido de noite a seguir,a Miss República Dominicana fez uma grande passagem voltando ao status de favorita que havia perdido durante as preliminares, mas foi a Miss Japão, Miyako Miyazaki, que roubou a cena,e levantou o público usando um traje de duas peças com a barriga de fora. O Top 10 foi formado por Japão, República Dominicana, Brasil, Trinidad & Tobago, África do Sul, Canadá, Sérvia e Montenegro, República Tcheca, Namíbia e Venezuela, com os EUA de fora.
Após o desfile de traje de banho, o Top 5 foi formado com República Dominicana, Japão, Venezuela, África do Sul e Sérvia e Montenegro. A eliminação da Miss Brasil chocou a audiência que imediatamente elegeu a japonesa como sua favorita à coroa. O final, entretanto, viu Miyazaki ficar apenas em quinto lugar, com Amélia Vega levando o título, a primeira e única da República Dominicana, por decisão dos jurados. Este momento viu um dos momentos mais constrangedores da história do Miss Universo, quando todas as outras 70 candidatas mostraram sua insatisfação com o resultado, não aplaudindo a vencedora e se recusando a cumprimentá-la após seu primeiro desfile com a coroa, o buquê de flores e a faixa pelo palco.

## Resultados

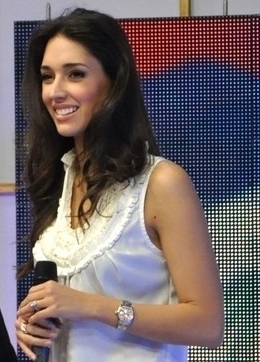
Amelia Vega, Miss Universo 2003, em 2010.

| Colocação                | Candidata                                                                      | País                                                             |
| ------------------------ | ------------------------------------------------------------------------------ | ---------------------------------------------------------------- |
| Miss Universo 2003       | Amelia Vega                                                                    | República Dominicana                                             |
| 2º lugar                 | Mariángel Ruiz                                                                 | Venezuela                                                        |
| 3º lugar                 | Cindy Nell                                                                     | África do Sul                                                    |
| 4º lugar                 | Sanja Papić                                                                    | Sérvia e Montenegro                                              |
| 5º lugar                 | Miyako Miyazaki                                                                | Japão                                                            |
| Semifinalistas (Top 10): | Gislaine Ferreira Leanne Cecile Ndapewa Alfons Kateřina Smrzová Faye Alibocus  | Brasil · Canadá · Namíbia · República Tcheca · Trinidad e Tobago |
| Semifinalistas (Top 15): | Ana Sebastião Susie Castillo Marietta Chrousala Stefanie de Roux Claudia Ortiz | Angola · Estados Unidos · Grécia · Panamá · Peru                 |
| Premiações especiais     |                                                                                |                                                                  |
| Miss Simpatia            | Kai Davis                                                                      | Antígua e Barbuda                                                |
| Miss Fotogenia           | Carla Tricoli                                                                  | Porto Rico                                                       |
| Melhor Traje Típico      | Amelia Vega                                                                    | República Dominicana                                             |

## Candidatas
Em negrito, a candidata eleita Miss Universo 2003. Em itálico, as semifinalistas.
| - África do Sul - Cindy Nell (3°) - Albânia - Denisa Kola - Alemanha - Alexsandra Vodjanikova - Angola - Ana José Sebastião (SF) - Antígua e Barbuda - Kai Davis (MS) - Argentina - Laura Romero - Aruba - Malayka Rasmijn - Austrália - Ashlea Talbot - Bahamas - Nadia Johnson - Barbados - Nadia Forte - Bélgica - Julie Taton - Belize - Becky Bernard - Bolívia - Irene Aguilera - Brasil - Gislaine Ferreira (F) - Bulgária - Elena Tihomirova - Canadá - Leanne Cecile (F) - China - Wu Wei - Chipre - Ivi Lazarou - Cingapura - Bernice Wong - Colômbia - Diana Prada - Coreia do Sul - Na-na Geum - Costa Rica - Andrea Lopez - Croácia - Ivana Delic - Curaçao - Vanessa van Arendonk - Egito - Nour El-Samary - El Salvador - Diana Valdivieso - Equador - Andrea Ruiz - Eslovénia - Polona Baš - Espanha - Eva Gonzalez - Estados Unidos - Susie Castillo (SF) - Estónia - Katrin Susi - Filipinas - Carla Balingit - Finlândia - Anna Strömberg - França - Emmanuelle Chossat - Grécia - Marietta Chrousala (SF) - Guatemala - Florecita Cobian | - Guiana - Leanna Damond - Hungria - Viktoria Tomozi - Ilhas Caimã - Nichelle Welcome - Índia - Nikita Anand - Irlanda - Lesley Flood - Israel - Sivan Klein - Itália - Silvia Ceccon - Jamaica - Michelle Lecky - Japão - Miyako Miyazaki (5°) - Malásia - Elaine Daly - Ilhas Maurícias - Marie-Aimee Bergicourt - México - Marisol Gonzalez - Namíbia - Ndapewa Alfons (F) - Nicarágua - Claudia Aviles - Nigéria - Celia Ohumotu - Noruega - Hanne-Karine Sorby - Nova Zelândia - Sharee Adams - Países Baixos - Tessa Amber Brix - Panamá - Stefanie de Roux (SF, 2° TT) - Peru - Claudia Zevallos (SF, 2° TT) - Polónia - Iwona Makuch - Porto Rico - Carla Tricoli (MF) - República Dominicana - Amelia Vega (1°, TT) - República Eslovaca - Petra Mokrošová - República Tcheca - Katerina Smrzova (F) - Rússia - Olesya Bondarenko - Sérvia e Montenegro - Sanja Papic (4°) - Suécia - Helena Stenbäck - Suíça - Nadine Vinzens - Tailândia - Yaowalak Traisurat - Taipé Chinesa - Szu-Yu Chen - Trinidad e Tobago - Faye Alibocus (F) - Turquia - Ozge Ulusoy - Ucrânia - Lilja Kopytova - Venezuela - Mariangel Ruiz (2°) |

## Jurados[2]
- Roberto Cavalli – estilista italiano
- Fernanda Tavares – supermodelo brasileira
- Deborah Carthy-Deu – Miss Universo 1985
- Maria Celeste Arrarás - jornalista da rede hispânica Telemundo
- Peter Reckell – ator da telenovela Days of Our Lives
- Audrey Quock – atriz do filme A Hora do Rush 2 e modelo sino-americana
- Richard Johnson – editor do New York Post
- Amelia Marshall – atriz da telenovela Passions, da NBC
- Matthew St. Patrick – ator da série Six Feet Under